# Henryk Berg
Henryk Berg (* 19. Juni 1927 in Bydgoszcz; † 20. Februar 1995 in Berlin) war ein deutscher Grafiker, Fotomontagekünstler, Karikaturist und Pressezeichner.

## Leben und Werk
Berg arbeitete von 1946 bis 1947 in Bitterfeld als Technischer Zeichner. Von 1948 bis 1950 war er Volontär, Hilfsredakteur und Karikaturist bei der Wochenzeitung Vorwärts – Berliner Volksblatt, von 1950 bis 1952 Bildredakteur beim Neuen Deutschland und von 1953 bis 1954 bei der Tribüne. Dort arbeitete er dann bis 1976 als Karikaturist. Neben diesen Tätigkeiten machte er 1946 an der Pressezeichner-Abendschule Skid in Berlin-Halensee, später an der Kunsthochschule Berlin-Weißensee eine Weiterbildung zum Pressezeichner. Er arbeitete dann in Berlin freischaffend für Zeitschriften und Verlage, u. a. für forum, Horizont, Eulenspiegel, DDR-Revue und den Verlag für Agitation und Anschauungsmittel.
Ab 1970 schuf er neben Zeichnungen Collagen und Fotomontagen.
1975 gründete er mit Werner Becker, Harald Kretzschmar, Klaus Vonderwerth und den Kulturfunktionären Fritz Donner und Waltraut Mai das Satiricum Greiz. Berg entwarf damals auch das Satiricum-Logo und war dann ab 1980 auf mehreren Karikaturen-Biennalen der DDR in Greiz vertreten. Berg war einer der profiliertesten politischen Karikaturisten der DDR.
Er war u. a. Mitglied der SED und bis 1990 Mitglied des Verbands Bildender Künstler der DDR. Er arbeitete u. a. in dessen Zentralvorstand und in der Zentralen Sektionsleitung Karikaturisten/Pressezeichner mit.
Nach der deutschen Wiedervereinigung war Berg u. a. als Tageskarikaturist für die Neue Zeit tätig.

## Ehrungen (Auswahl)
- 1972: Verdienstmedaille der DDR
- 1975: Kunstpreis des FDGB
- 1978: Vaterländischer Verdienstorden in Bronze
- 1983: Kunstpreis der DDR
- 1983: Theodor-Körner-Preis

## Fotografische Darstellung Bergs (Auswahl)
- Klaus Morgenstern: Henryk Berg (1986)[1]

## Werke (Auswahl)

### Karikaturen
- Bilanz (Collage, 1976)[2]
- Die ersten 15 Verdienstkreuze (Zeichnung, 29 × 40 cm; auf der Vierten Deutschen Kunstausstellung)[3]
- Die Rechtsprechung des dritten Reiches hat wieder volle Gültigkeit (Zeichnung, 29 × 40 cm; auf der Vierten Deutschen Kunstausstellung)[4]
- In den bundesrepublikanischen Straßen (Zeichnung, 12 × 17 cm; auf der Vierten Deutschen Kunstausstellung)[5]
- Die Freiheit Polens liegt mir besonders am Herzen (Zeichnung, 20 × 22 cm; auf der Vierten Deutschen Kunstausstellung)[6]
- Die Stütze – Santiago de Chile. 11. September 1973 (1975, Collage)[7]
- „christlich-sozial“ (1977, Siebdruck; auf der VIII. Kunstausstellung der DDR)[8]
- Lichtbote (1977, Collage, 59,5 × 49,5 cm; auf der VIII. Kunstausstellung der DDR)[9]
- Ursache und Wirkung (zwei Zeichnungen; auf der VIII. Kunstausstellung der DDR)[10]

### Buchpublikationen

#### Publikation von Bildern Bergs
- Horrido & Weidmannsheil. Militärverlag, Berlin, 1981
- Nachschlag. Karikaturen aus 3 Jahrzehnten „Tribüne“. Verlag Tribüne, Berlin, 1981 (mit Rainer Schwalme)
- Scherereien. Collagen. Eulenspiegel-Verlag, Berlin, 1986
- So lachte man in der DDR. Witze und Karikaturen. Eulenspiegel Verlag, Berlin, 1999 (mit Arbeiten weitere Künstler)

#### Von Berg illustrierte Bücher
- Günter Sarge, Herbert Pompoes: Volkseigentum – was es dich angeht. Staatsverlag der Deutschen Demokratischen Republik, 1982 (Reihe Recht in unserer Zeit)
- Wera Thiel, Joachim Michas: Recht auf Arbeit und Rationalisierung. Staatsverlag der Deutschen Demokratischen Republik, 1986 (Reihe Recht in unserer Zeit)
- Wir wollen bauen. Staatsverlag der Deutschen Demokratischen Republik, Berlin, 1985
- Helga Königsdorf: Hochzeitstag in Pizunda. Aufbau Verlag, Berlin und Weimar, 1986
- Verantwortung aus Wissen. Wissenschaftler im Friedenskampf. Hrsg. Präsidium der URANIA. Dietz Verlag, Berlin, 1989 (mit weiteren Illustratoren)
- Peter Leue: 1000 Tips für Campingfreunde. Transpress-Verlag, 1988
- Herbert Lux, Lutz Streibel: S.A.U. Eine deutsche Gründungsfeier. Reiher-Verlag, Berlin, 1991.

## Beteiligung an zentralen und wichtigen regionalen Ausstellungen in der DDR (unvollständig)
- 1958 bis 1988: Dresden, sechs Deutsche Kunstausstellungen bzw. Kunstausstellungen der DDR
- 1960: Berlin, Bezirkskunstausstellung
- 1965 und 1980: Berlin, intergrafik
- 1970: Berlin, Altes Museum („Im Geiste Lenins“)
- 1979, 1981, 1984 und 1987: Berlin, Ausstellungszentrum am Fernsehturm („Karigrafie“ der Berliner Sektion der Karikaturisten und Pressezeichner im VBK und VDJ der DDR)
- 1980: Rostock, Kunsthalle Rostock („Der Klasse verbunden – Kunstpreisträger des FDGB stellen aus“)
- 1981: Dresden, Ausstellungszentrum am Fučík-Platz („25 Jahre NVA“)
- 1988: Berlin, Ausstellungszentrum am Fernsehturm („America latina. Lateinamerika in der bildenden Kunst der DDR“)